# 么里镇
么里镇，是中华人民共和国山西省运城市绛县下辖的一个乡镇级行政单位。

## 行政区划
么里镇下辖以下地区：
么里村、河王村、东官庄村、尧寺头村、西崖下村、史家庄村、焦家洼村、庞家岭村、郭家庄村、炭元河村、回马岭村、垣址坪村和国营红山机械厂社区。